# نوآباد (بدخشان)
نوآباد (به لاتین: Now Abad) یک منطقهٔ مسکونی در افغانستان است که در ولسوالی خواهان واقع شده‌است. نوآباد ۱٬۰۳۰ متر بالاتر از سطح دریا واقع شده‌است.